# Phật Padumuttara
Trong tín ngưỡng Phật giáo, Phật Padumuttara, còn được gọi là Thắng Liên Hoa, Thượng Liên Hoa, Bảo Liên Hoa, Bạch Liên Hoa, là vị phật thứ 13 trong số 28 vị Phật. Theo Phật sử ghi lại thì mỗi khi ông bước đi thì dưới mặt đất lập tức mọc lên một bông hoa sen để đỡ lấy bàn chân ông, không cho đất làm bẩn, do vậy ông có Phật hiệu gắn với chữ "Liên Hoa" (Hoa sen). Ông sinh ra ở Hamsavatī. Ông sống khoảng 10 nghìn năm ở 3 nơi khác nhau là: Naravāhana, Yassa (hay Yasavatī) và Vasavatti. Ông là con của hoàng hậu Sujātā, xuất thân trong một gia đình danh giá và là hoàng hậu nhiếp chính của một quốc vương tên là Nanda (nghĩa là người mang lại niềm vui sung sướng tột đỉnh. Sau mười tháng mang thai, bà sinh hoàng tử Padumuttara tại Haṃsavatī. Vợ ông là Vasudattā, cả hai có một người con trai là Uttara. Sách chép rằng ông cao 58 cubit. Phật Padumuttara đã được nhiều người giúp đỡ để đi đến giác ngộ, và cây giác ngộ của ông là cây salala. Ông nhập niết bàn tại Nandārāma, thọ 100 ngàn tuổi, và 12 ngọn tháp cao được xây lên tại nơi mà ông nhập niết bàn. Phật Padumuttara ngồi thiền và giác ngộ trong vòng bảy ngày ở gốc cây Salala. Sau đó ngài đã thọ cơm sữa ngọt, vào ngày rằm tháng Visākha do Rucinandā dâng cúng. Khi đang ngồi thiền kiết già, Ngài đã nhớ lại những tiền kiếp trong suốt canh đầu trong đêm, ngài đã đạt được thiên nhãn thanh tịnh trong suốt canh hai, quán xét đến trạng thái Nhân Duyên trong suốt canh ba và xuất khỏi thiền thứ tư thông qua hơi thở ra hít vào. Ngài đã quán xét về ngũ uẩn, thấy toàn bộ năm mươi tướng liên quan đến khởi sanh và diệt. Đang khi gia tăng thêm thiền quán về trí nhận thức, ngài đã thấu triệt toàn bộ những khả năng đặc biệt của một vị Phật toàn giác thông qua Thánh Đạo. Một tiền kiếp của Phật Thích Ca từng sống ở thời đó và gặp Phật Padumuttara.